# 溫娣漢堡
温蒂漢堡是美國連鎖速食品牌，由戴夫·湯瑪斯在1969年於美國俄亥俄州創辦。吉祥物為「溫娣姊姊」，其形象與店名皆來自湯瑪斯的女兒溫蒂·湯瑪斯。Wendy's 近年來均是全球第二或第三大漢堡快餐連鎖店。
溫娣漢堡以其方形漢堡包、海鹽薯條和Frosty而聞名。Wendy's 的菜單主要包括漢堡包、雞肉三明治、炸薯條和 Frosty等飲料。自從淘汰他們的Big Classic以來，該公司沒有像是麥當勞的大麥克之類的招牌的產品。

## 歷史

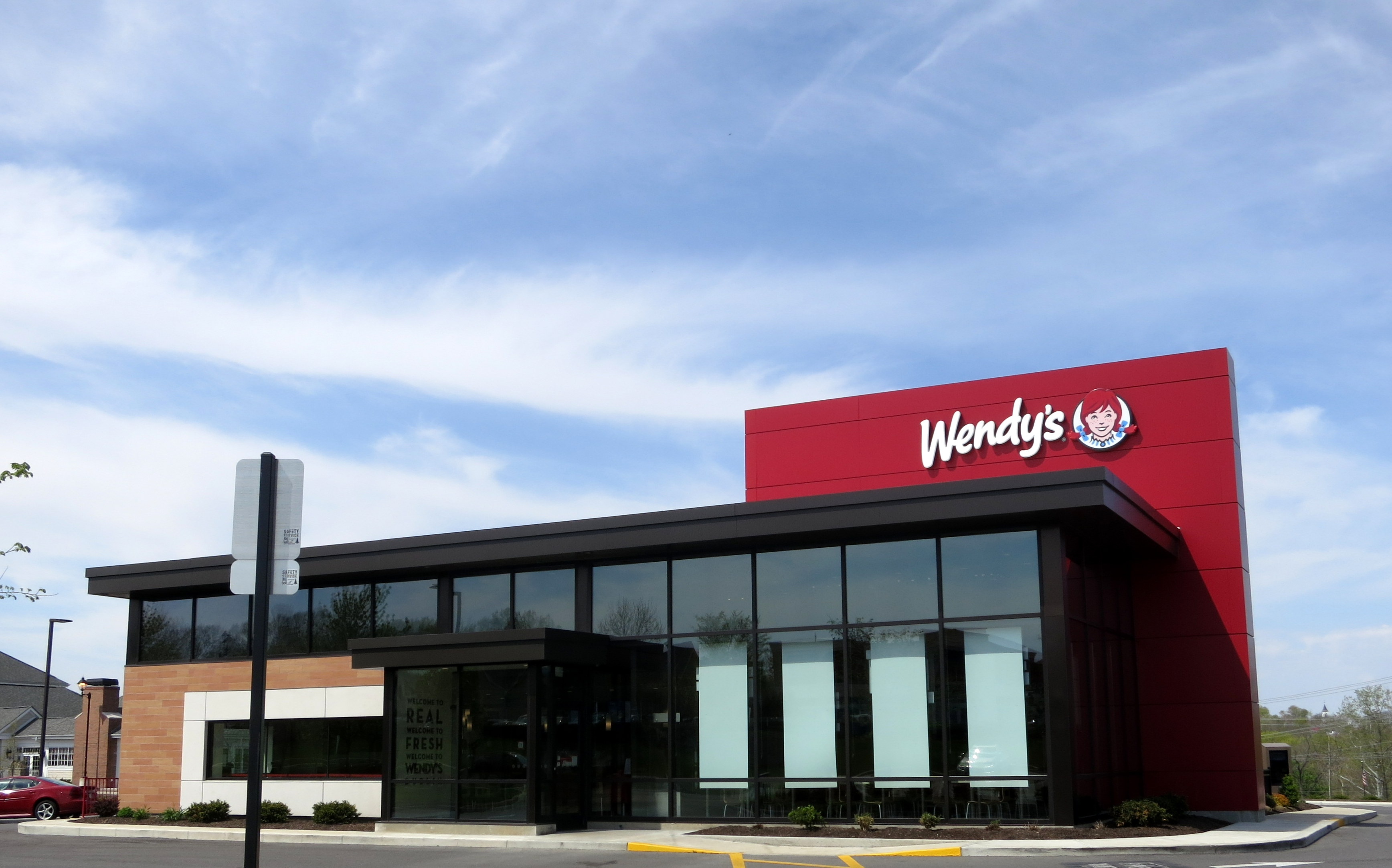
美國俄亥俄旗艦店

- 1969年11月15日，戴夫·湯瑪斯於俄亥俄州哥倫布開設第一間Wendy's漢堡包快餐店。
- 1969年到了2006年公司總部搬至都柏林。
- 1970年，設立第一間汽車快餐店。
- 1979年，於店內開設沙律吧。
- 1984年，推出經典廣告 － 牛肉在哪裡？（英语：Where's the beef?）。
- 1985年，分店數目達到3,000間。
- 1986年，結束近五分一分店，創辦人戴夫·湯瑪士亦於1986年退休，之後只是偶爾幫忙拍廣告。
- 2002年，創辦人戴夫·湯馬士逝世。
- 2008 年 4 月 24 日，公司宣布與上市公司阿比集團的母公司Triarc公司合併。合併後，Triarc更名為Wendy's/Arby's Group，後來更名為the Wendy's Company。
- 2012年，根据市场研究公司Technomic对美国各快餐连锁店2011年销售情况的分析，温蒂汉堡（Wendy's）已经取代汉堡王成为快餐汉堡市场的第二大连锁店。
- 截至 2018 年 12 月 31 日，Wendy's 是全球第三大漢堡快餐連鎖店，擁有 6,711 家門店，僅次於漢堡王和麥當勞，其中直營店有353 家，加盟店 6,358 家；其中92%在北美。雖然溫娣漢堡確定了每家商店的外觀、食品品質和菜單的標準，但店主可以控制營業時間、室內裝飾、定價、員工製服和工資。

## 各地分店

### 加拿大
溫蒂漢堡第一家加拿大分店于1976年在安大略省的汉密尔顿市开业。1976年12月，在多伦多开设其第500家分店。

### HKG

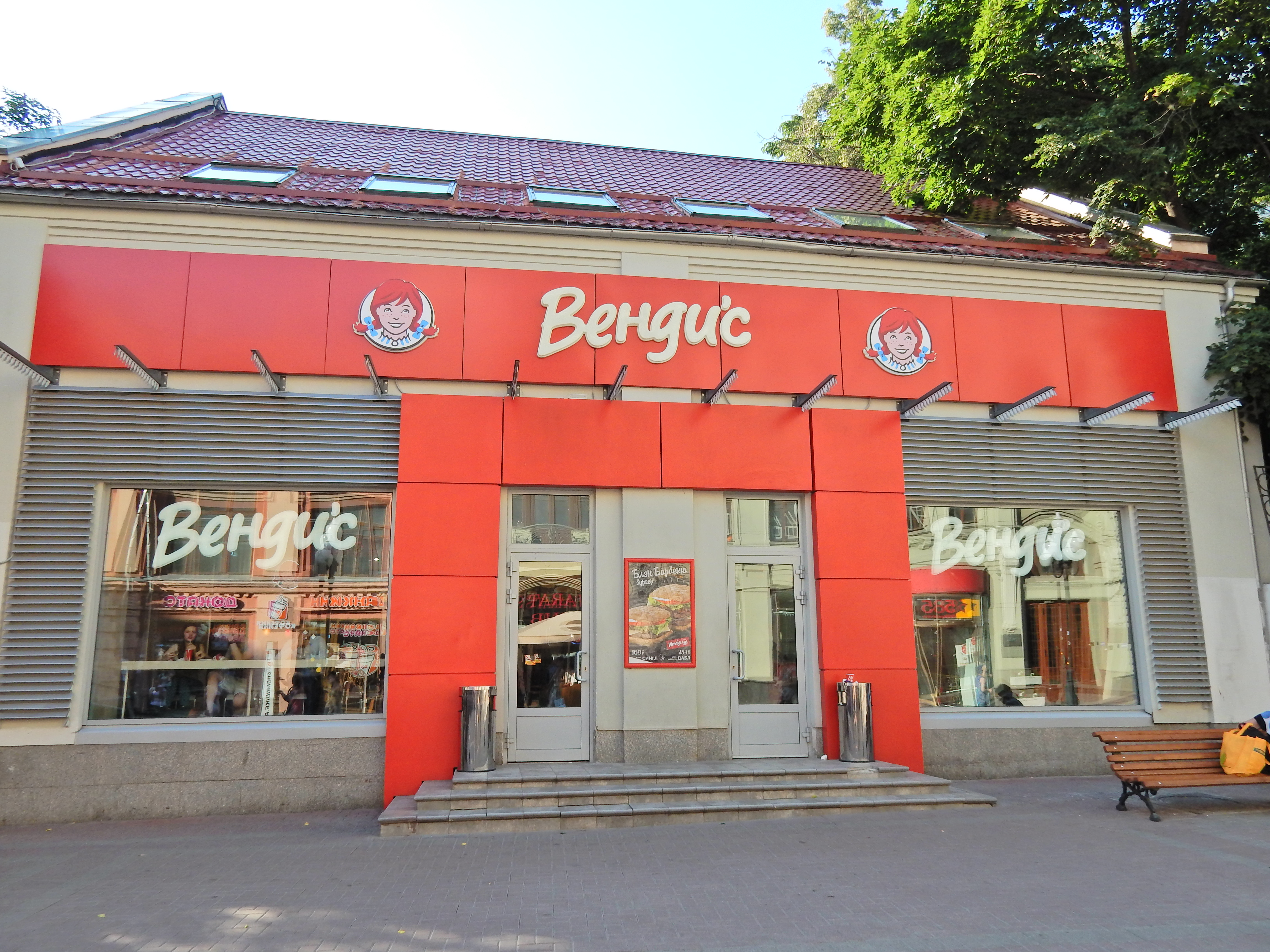
俄羅斯莫斯科分店

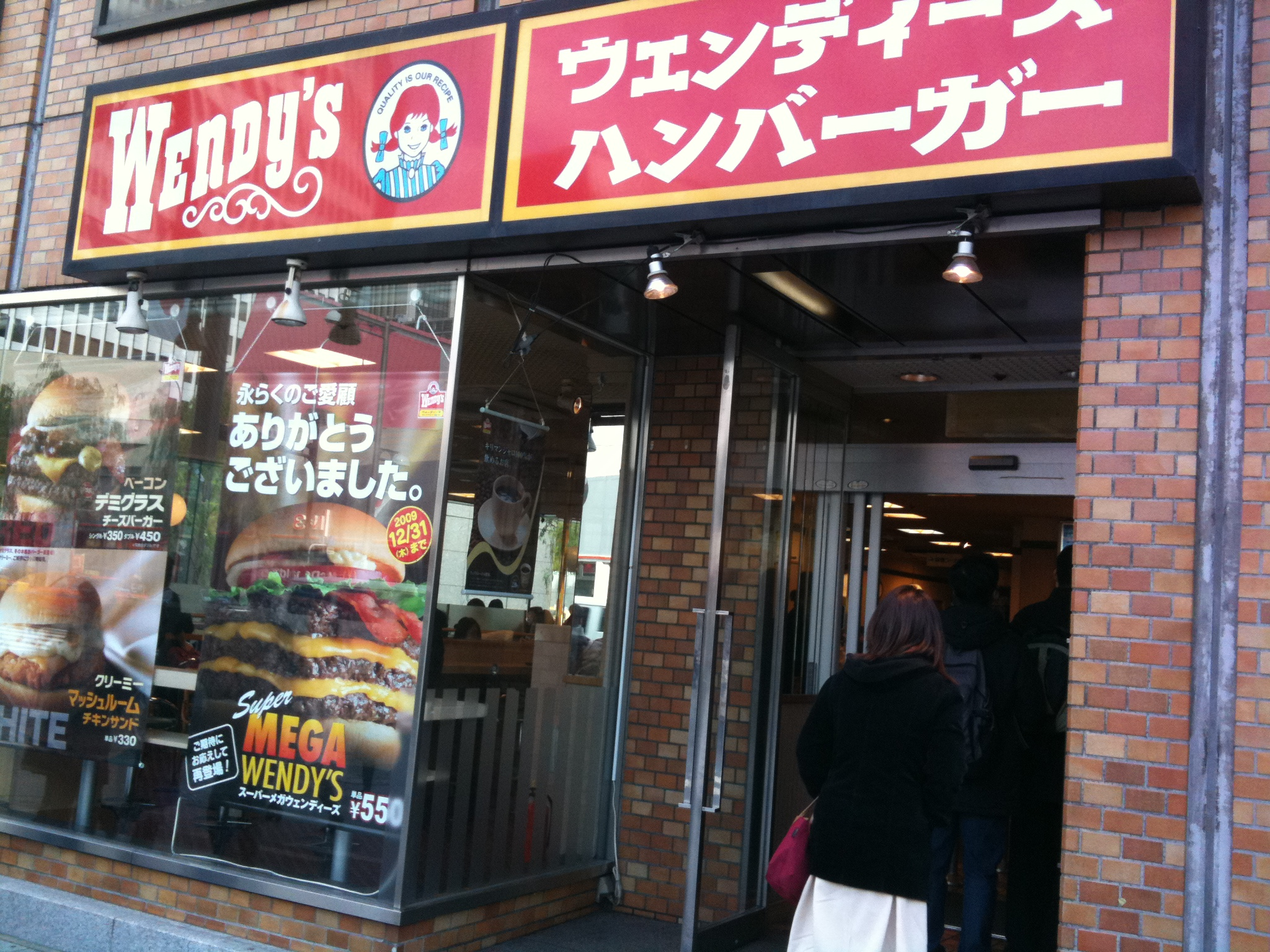
日本東京都中央區的溫娣分店

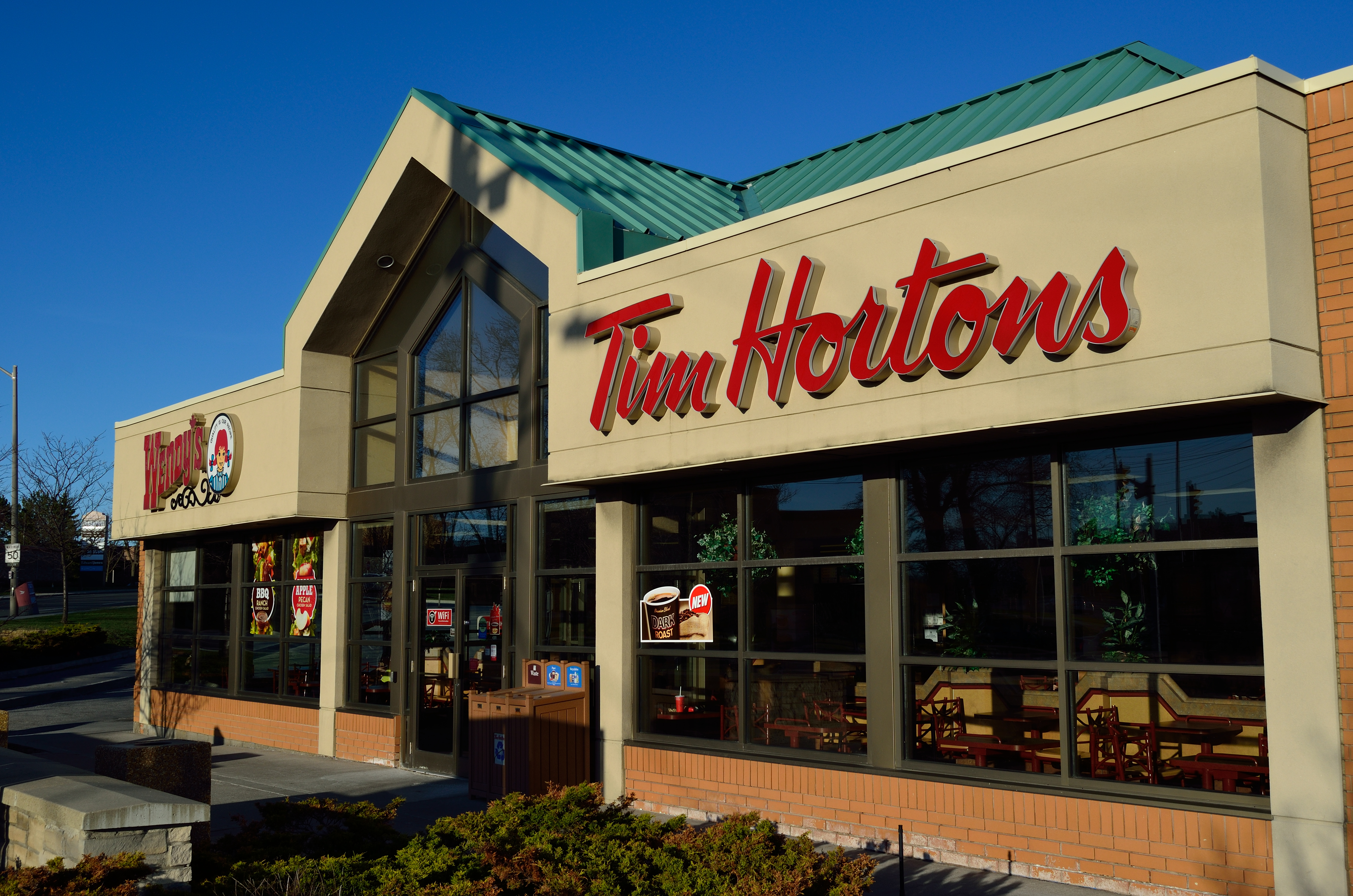
加拿大萬錦市分店

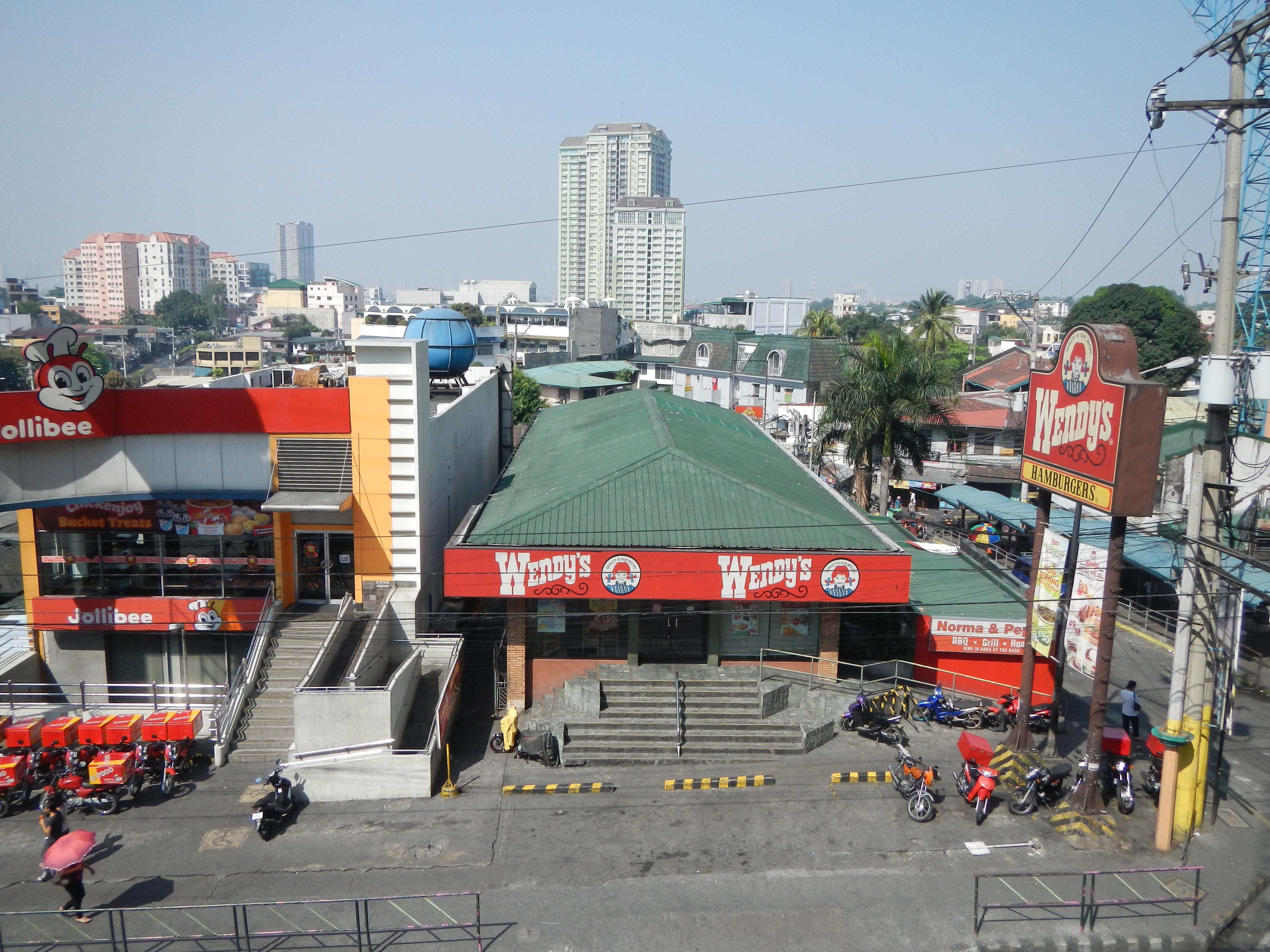
菲律賓曼達盧永總店

### 臺灣
該公司以「溫娣漢堡」之名於1985年進入台灣市場，由「吉盛食品股份有限公司」引進，廣告曾經聘請藍心湄cosplay溫娣姊姊，分店曾經作為李安執導的1994年電影《飲食男女》場景之一。《飲食男女》片中，老朱是圓山大飯店中菜大廚，老朱的小女兒家寧卻在溫娣漢堡打工，西方與東方飲食文化在老朱家中產生衝擊（亦具體而微地暗示當時台灣現況），成為強烈的對比。溫娣漢堡後因不敵麥當勞、肯德基等同業競爭，大约於1999年底，在位於台北市民生社區圓環的最後一家分店歇業後，正式撤出台灣。

### 香港
雲狄斯於1982年首次進軍香港，當時名為「得意妹」，不過於1986年撤出。1991年改以「雲狄斯」名義回歸香港，開創後受香港人歡迎，全盛時期有十多間分店，但最後於2000年1月3日再次撤出香港。

### 日本
溫娣漢堡於1980年進軍日本，但於2009年退出。2011年溫娣漢堡宣布在日本復出，並於2011年12月27日在東京都表參道開設復出後的第一間門市，更規劃將來要在日本開設超過700間門市，目前以與First Kitchen合作的方式經營。

### 
溫娣漢堡在1994年於三豐百貨商場開設第一家南韓分店，比麥當勞還要早4年進入。全盛時期共有47家分店(在當時還贏過麥當勞及漢堡王的分店數)，但1998年因爆發金融危機而撤出南韓市場。

### 泰國
溫娣漢堡於1992年在曼谷的MBK購物中心開設泰國首家分店，並在當地開設數家連鎖店，但並不受泰國當地消費者們青睞，後因亞洲金融風暴而於1997年離開市場。

### 新加坡
溫娣漢堡在1983年首次進駐新加坡，但因展店緩慢而於1987年關閉在新加坡的2家分店退出新加坡市場；2009年在新加坡重新開張，並計畫將來要在新加坡開設35家分店，但2015年因與總公司的合約到期而再次退出新加坡市場。

### 阿根廷
溫蒂漢堡在1996年首次進駐阿根廷，但因經濟危機在2000年撤出阿根廷市場；2011年由Degasa公司引進重返阿根廷市場。

### 巴西
溫蒂漢堡於2016年進入巴西市場，並在聖保羅一次開設兩家門市，惟在2019年關閉巴西全部5間門市退出巴西市場。

### 马来西亚
溫娣漢堡於2008年進入馬來西亞，全盛期在馬來西亞擁有14家分店，分别位于吉隆坡、雪兰莪赛城和IPC购物中心、槟城、云顶高原、新山和亚庇，為了因應馬來西亞市場，在菜單設計上也推出椰漿飯套餐。後因與總公司的合約關係而於2019年退出馬來西亞。

### 
溫蒂漢堡於1978年進軍澳洲，後因經營不善於1986年將在澳大利亚的9家分店轉讓給澳洲的飢餓傑克(漢堡王)公司，退出澳大利亚市場。2025年1月15日由弗林集團（Flynn Group）重新引入澳洲，並在黃金海岸開設第一家分店。

### 俄羅斯
溫蒂漢堡於2011年進軍俄羅斯，且原計畫在2020年前要在俄羅斯開設180家分店，但是2014年為止卻因展店成效不佳而退出市場。

### 印度
溫蒂漢堡於2015年在印度古爾岡開設首家分店，這也是該公司首次於菜單上去除牛肉，並計畫將來要在印度開設150家分店。

### 以色列
溫蒂漢堡於1987年進入以色列市場，比麥當勞及漢堡王還早進入，成為第一個進入以色列市場的國際速食業者。但因不符合當地人口味及飲食習慣而在幾年後黯然退場。

### 英国
溫蒂漢堡於1980年首次進入英國市場，後於1986年退出。1992年重返英國，但仍於2000年敗興而歸。2021年6月第三次進入英國市場，在雷丁開設首間分店，並宣布今年內要在雷丁、倫敦、牛津等地開設共5家分店，最終計畫於全國開設500多家分店。

## 分布的国家和地区

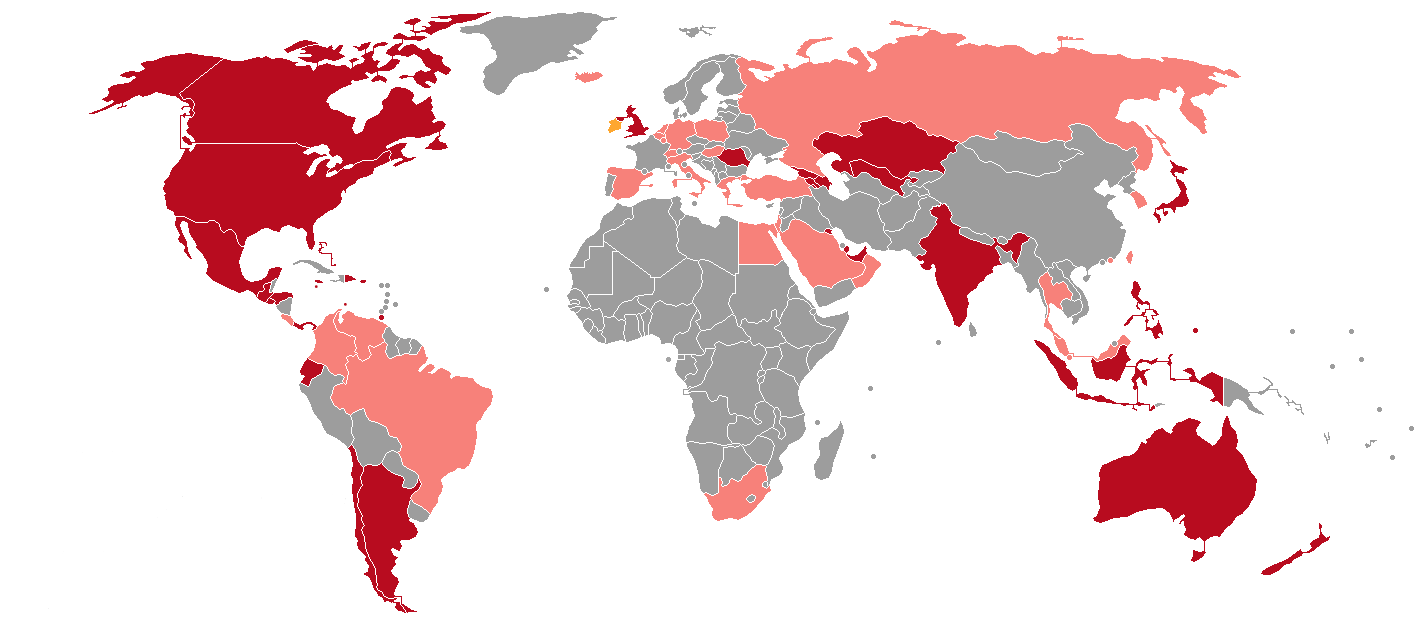
紅:目前營運中市場 粉:已退出的市場

| - 美国(1969) - 加拿大(1976) - 墨西哥(1989) - 阿根廷(1996-2000/2011) - 智利(2015) - (2013) - 薩爾瓦多(1988) - (1991) - 巴拿马(1980年代曾進入不久後退出/2000年重新進入) - 巴哈马(1983) - 阿鲁巴(1989) - 波多黎各(1978) - (1991-2004/2007) | - 开曼群岛(1989) - (1989) - 牙买加(2007) - 千里達及托巴哥(2011) - (2016) - 英国(1980-1986/1992-2000/2021) - 新西兰(1989) - 關島(2007) - 日本(1980-2009/2011) - 菲律賓(1983) - 印度尼西亞(1991) - (2013) - (2013) | - 印度(2015) - (2021) - (2019) - 阿联酋(2010) - 科威特(2016) - (2018) - (1978-1986/2025) |

### 已退出的国家和地区
| - 哥伦比亚(1998-2002) - 委內瑞拉(1997-2021) - 巴西(2016-2019) - 俄羅斯(2011-2014) - (1984-1998) - 臺灣(1985-1999) - 香港(1982-1986/1991-2000) - 泰國(1992-1997) - 马来西亚(2008-2019) - 新加坡(1983-1987/2009-2015) | - (2005-2015) - 以色列(1988-1994) - 義大利(1983-1995) - 德国(1978-1991) - 匈牙利(1994-2002) - 希腊(1989-2002) - 西班牙(1981-2000) - 瑞士(1981-1990) - 波蘭(1997年關閉克拉科夫的唯一分店) - 荷蘭(1985-1986) - 比利时(1980-1986) | - 盧森堡(1982-1986) - 冰島 - 爱尔兰(1984-1991/預計2022年重返) - 土耳其(1994-1999) - 沙烏地阿拉伯 - 阿曼 - 南非 - 埃及 |

## 食物

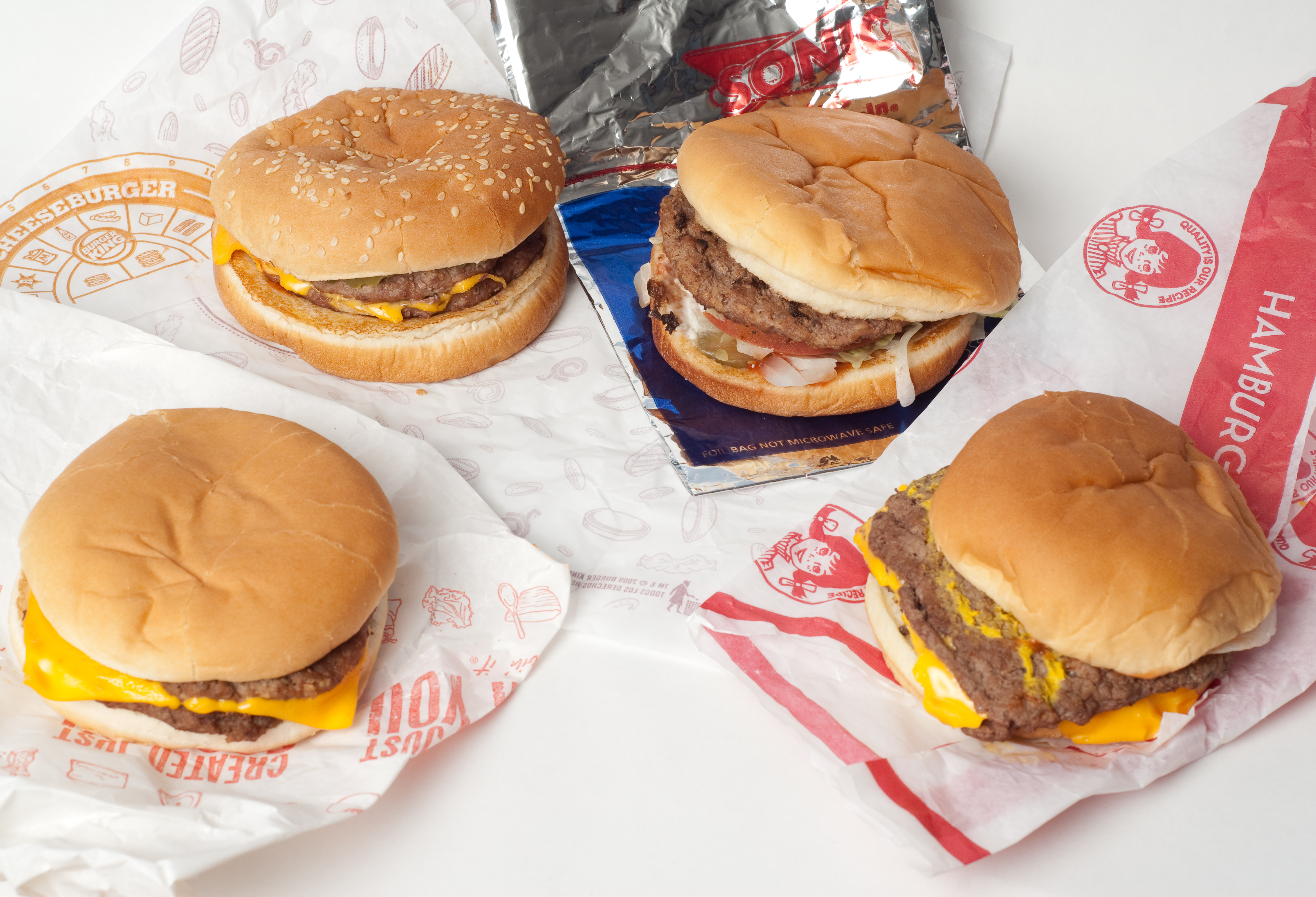
四種漢堡，其中右下角是溫娣的双层汉堡

雲狄斯著名的食物包括方形牛肉漢堡包，以及焗脆薯皮。方型漢堡包是湯馬士一次在密西根州吃Keepee漢堡包時發明的。
溫娣有兩種漢堡，小的1.78 盎司（50.5 克）和「經典」型4盎司（113.4 克）的。兩種都還有單層，雙層，三層之分。溫娣沒有像麥當勞的麥香堡一樣或是漢堡王的皇堡之類終極大漢堡；反而用「層」數的選擇來取代，顧客還能選擇調味香料。
原本溫娣只有兩種雞肉三明治，炸的和烤的。香雞三明治開始推出後到1996年開始大受歡迎，並且帶動其他三明治的銷售，也很容易生產（調味料和麵包雞肉三明治完全一樣）。

### 早餐

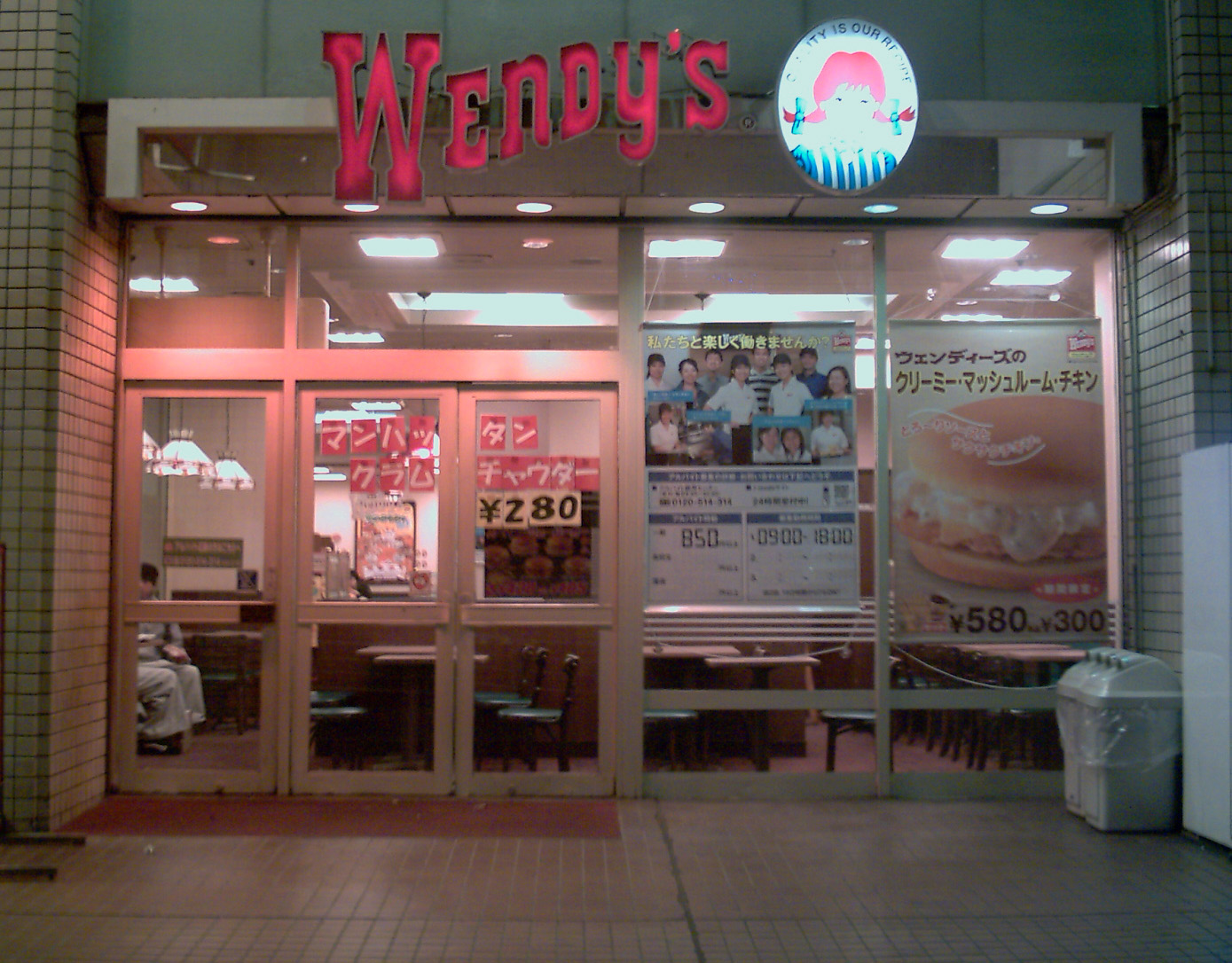
日本的一家溫娣漢堡與工讀生招募廣告

2007年中美國和加拿大溫娣開始試驗新的早餐菜單，溫娣早在1980年代中開始實驗各種早餐，但是失敗的案例比較多。當美國店面數到達300時溫娣的營業範圍也早就擴展到早餐，但是都沒有全連鎖統一的早餐制度直到2005才開始研發實行統一的早餐菜單。

### 超級自助吧
1980年代末期到1990初期溫娣開始提供「超級自助吧Superbar」，是一種無限吃自助餐。這是由高利潤和低利潤食物混合成擺在一起的餐台，有三種區塊：沙拉區，義大利麵熱食區有麵、炸玉米餅、墨西哥捲、大蒜麵包和甜點冷飲區。然而這種自助餐是偏向經濟性和大量化，不適合溫娣速食高利潤的產業導向；1998年時多數分店都停辦。

### 菜單軼聞

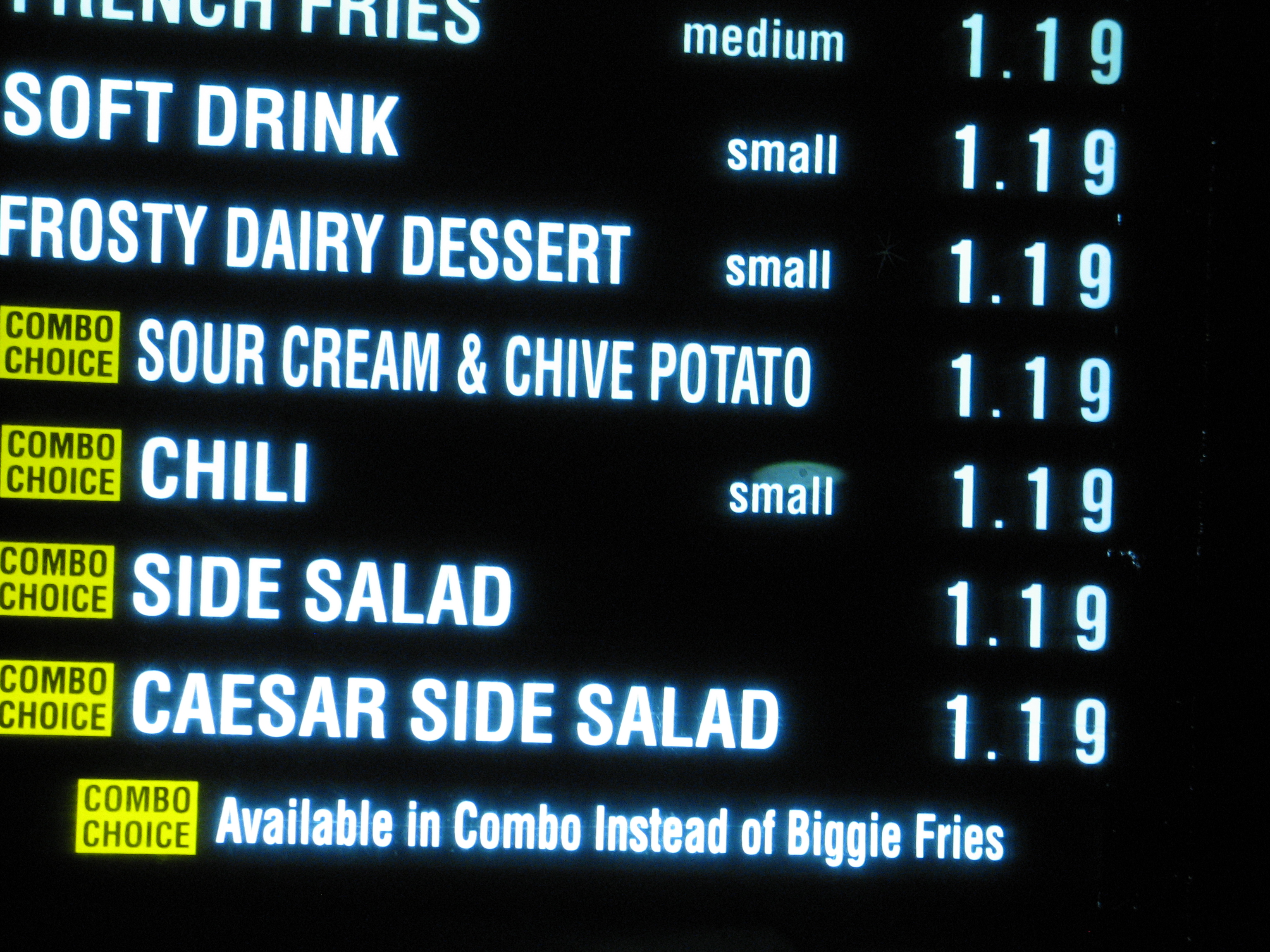
溫娣店内菜單，1.19美元的菜品

- 溫娣著名的薯條是主要配菜商品，通常也有其他幾樣配菜可選例如：凱薩沙拉，辣椒餅，酸奶，甌柑，或烤馬鈴薯。許多人寧可選擇其他配菜，因為薯條是別的速食店也常見的，比較沒有特色。
- 2006年七月，溫娣於所有菜單上取消「特大」和「超大」的選擇；只剩「小」、「中」和「大」。[14]
- 冷甜點 - 超軟冰淇淋（巧克力味或香草味），通常用「啤酒漂浮」方式販售或是「混合旋風」（扭曲冰霜）方式販售。
- 在日本，溫娣推出紅豆糊和起士三明治混合的「红豆馅堡」（あんバーガー）。[15]
- 大經典 - 是直接挑戰漢堡王的巨大漢堡之作。蛋黃醬，萵苣，番茄，小黃瓜，番茄醬漢洋蔥圈用帝王麵包夾住。後來又推出進化版夾醃肉培根的，叫「大培根經典」。
- 培根餐 - 蛋黃醬，番茄醬，六片培根，兩片1/4磅薯餅，兩片美國起士。
- 2008年二月，推出白金魚堡餐。這是北洋冰魚和搭配萵苣、韃靼醬的漢堡。
- 「稻草攻擊」是溫娣最新的99美分起士漢堡。夾有兩片1/4磅薯餅，美國起士，番茄醬，蛋黃醬。有人稱「小點心攻擊」。
- 新型的魚漢堡之後推出的是「香料培根餐」，有搭配「Ancho Chipotle」醬，胡椒起士，六片培根，兩片1/4磅薯餅。
- 2006年12月，溫娣在全美國停止供應「炸雞全家餐」。炸雞組合餐取代了它，混合了有炸雞、香料雞、烤雞、起士和培根。但是加拿大地區還是有售炸雞全家餐。

## 社群行銷
在推特上，負責管理溫娣漢堡品牌的社群小編以經常跟網友互嗆，並諷刺競爭對手麥當勞與漢堡王來吸睛。

## 外部連結
- 溫娣漢堡官網 （页面存档备份，存于）
- 溫娣漢堡-加拿大官網 （页面存档备份，存于）
- 溫娣漢堡-日本官網 （页面存档备份，存于）
- 溫娣漢堡-菲律賓官網 （页面存档备份，存于）
- 溫娣漢堡-印尼官網 （页面存档备份，存于）
- 溫娣漢堡-紐西蘭官網 （页面存档备份，存于）
- 溫娣漢堡-英國官網 （页面存档备份，存于）